# Thomaston (Maine)
Thomaston ist eine Town im Knox County des Bundesstaates Maine in den Vereinigten Staaten. Im Jahr 2020 lebten dort 2739 Einwohner in 1407 Haushalten auf einer Fläche von 29,73 km².

## Geografie
Nach dem United States Census Bureau hat Thomaston eine Gesamtfläche von 29,73 km², von der 28,33 km² Land sind und 1,4 km² aus Gewässern bestehen.

### Geografische Lage
Thomaston liegt im Süden des Knox Countys, an der Mündung des St. George Rivers in die Georges Bay des Atlantischen Ozeans. Ein Teil der Town liegt am südlichen Ufer des St. Georges Rivers. Auf dem Gebiet der Town gibt es einige kleinere Seen. Die Oberfläche des Gebietes ist leicht hügelig, ohne nennenswerte Erhebungen.

### Nachbargemeinden
Alle Entfernungen sind als Luftlinien zwischen den offiziellen Koordinaten der Orte aus der Volkszählung 2010 angegeben.
- Norden: Rockland (Maine), 4,6 km
- Osten: Owls Head, 10,9 km
- Südosten: South Thomaston 5,0 km
- Süden: Cushing, 10,4 km
- Westen: Warren, 8,0 km

### Stadtgliederung
In Thomaston gibt es zwei Siedlungsgebiete: Thomaston und Willis Corners.

### Klima
Die mittlere Durchschnittstemperatur in Thomaston liegt zwischen −5,6 °C (22 °Fahrenheit) im Januar und 18,3 °C (65 °Fahrenheit) im Juli. Damit ist der Ort gegenüber dem langjährigen Mittel der USA um etwa 6 Grad kühler. Die Schneefälle zwischen Oktober und Mai liegen mit bis zu zweieinhalb Metern mehr als doppelt so hoch wie die mittlere Schneehöhe in den USA; die tägliche Sonnenscheindauer liegt am unteren Rand des Wertespektrums der USA.

## Geschichte
Thomaston war die wichtigste Siedlung, die auf das Museongus Patent, später Waldo Patent, zurückgeht. Ein erstes Handelshaus, für den Handel mit den Indianern, wurde bereits 1630 am Ostufer des St. George Rivers errichtet. Um weitere Siedler anzuziehen, wurden zwischen 1719 und 1720 zwei stark befestigte Blockhäuser errichtet, die die neuen Siedler schützen sollten. Gleichzeitig wurde das alte Handelshaus weiter befestigt und mit einer Besatzung von 20 Mann ausgestattet. Dies erachteten die Indianer als unberechtigten Eingriff und protestierten. Daraufhin erklärten die Engländer, das Gebiet wäre an William Phips verkauft worden und zeigten eine Urkunde, die von Madockawando und Sheepscot John unterschrieben worden war. Die Indianer bestritten die Rechtmäßigkeit, konnten sich aber nicht durchsetzen und griffen die junge Siedlung an. Die Regierung schickte 45 Mann mit Kanonen als Unterstützung für die Siedler. 1722 griffen die Indianer die Siedlung an, verbrannten das Sägewerk, zündeten eine Schaluppe im Hafen an und zerstörten alle Häuser. Jedoch konnten sie die Blockhäuser der Garnison nicht einnehmen und sie zogen sich zurück. Auch eine spätere Belagerung scheiterte. Auch spätere Angriffe scheiterten, jedoch litt die Ansiedlung unter den Angriffen durch die Indianer.
Als Town wurde Thomaston schließlich am 20. März 1777 organisiert, zuvor war das Gebiet als St. Georges Plantation bekannt und umfasste zu diesem Zeitpunkt noch die Gebiete von Rockland und South Thomaston, welche 1848 als eigenständige Towns organisiert wurden. Benannt wurde Thomaston nach General John Thomas.
Im Jahr 1849 wurde Land an East Thomaston, welches heute zu Rockland gehört abgegeben und im Jahr 1852 wurden von Rockland Gebiete übernommen. Teile von Chushing wurden in den Jahren 1891 und 1909 übernommen.
In Thomaston lebte Henry Knox, der erste U.S. Kriegsminister, mit seiner Familie. Er errichtete sein Anwesen Montpelier an der Stelle, an der zuvor das Handelshaus von Thomaston stand. Knox ist der Namensgeber des Knox Countys. Heute befindet sich ein Nachbau des Anwesens an der Kreuzung des U.S. Highway 1 mit der Maine State Route 131.
Mit Rockland und Camden war Thomaston durch die ehemalige Rockland, Thomaston and Camden Street Railway verbunden. 1931 wurde der Betrieb eingestellt.

### Einwohnerentwicklung
| Volkszählungsergebnisse – Town of Thomaston, Maine | Volkszählungsergebnisse – Town of Thomaston, Maine | Volkszählungsergebnisse – Town of Thomaston, Maine | Volkszählungsergebnisse – Town of Thomaston, Maine | Volkszählungsergebnisse – Town of Thomaston, Maine | Volkszählungsergebnisse – Town of Thomaston, Maine | Volkszählungsergebnisse – Town of Thomaston, Maine | Volkszählungsergebnisse – Town of Thomaston, Maine | Volkszählungsergebnisse – Town of Thomaston, Maine | Volkszählungsergebnisse – Town of Thomaston, Maine | Volkszählungsergebnisse – Town of Thomaston, Maine |
| Jahr                                               | 1700                                               | 1710                                               | 1720                                               | 1730                                               | 1740                                               | 1750                                               | 1760                                               | 1770                                               | 1780                                               | 1790                                               |
| -------------------------------------------------- | -------------------------------------------------- | -------------------------------------------------- | -------------------------------------------------- | -------------------------------------------------- | -------------------------------------------------- | -------------------------------------------------- | -------------------------------------------------- | -------------------------------------------------- | -------------------------------------------------- | -------------------------------------------------- |
| Einwohner                                          |                                                    |                                                    |                                                    |                                                    |                                                    |                                                    |                                                    |                                                    |                                                    | 799                                                |
| Jahr                                               | 1800                                               | 1810                                               | 1820                                               | 1830                                               | 1840                                               | 1850                                               | 1860                                               | 1870                                               | 1880                                               | 1890                                               |
| Einwohner                                          | 1397                                               | 2100                                               | 2651                                               | 4214                                               | 6227                                               | 2723                                               | 3218                                               | 3092                                               | 3017                                               | 3009                                               |
| Jahr                                               | 1900                                               | 1910                                               | 1920                                               | 1930                                               | 1940                                               | 1950                                               | 1960                                               | 1970                                               | 1980                                               | 1990                                               |
| Einwohner                                          | 2688                                               | 2205                                               | 2019                                               | 2214                                               | 2533                                               | 2810                                               | 2780                                               | 2646                                               | 2900                                               | 3306                                               |
| Jahr                                               | 2000                                               | 2010                                               | 2020                                               | 2030                                               | 2040                                               | 2050                                               | 2060                                               | 2070                                               | 2080                                               | 2090                                               |
| Einwohner                                          | 3748                                               | 2781                                               | 2739                                               |                                                    |                                                    |                                                    |                                                    |                                                    |                                                    |                                                    |

## Kultur und Sehenswürdigkeiten

### Bauwerke
In Thomaston wurde 1977 der Thomaston Historic District unter Denkmalschutz gestellt und unter der Register-Nr. 74000176 ins National Register of Historic Places aufgenommen.

## Wirtschaft und Infrastruktur

### Verkehr
Der U.S. Highway 1 verläuft in westöstlicher Richtung zentral durch Thomaston. In nordsüdlicher Richtung kreuzt die Maine State Route 131.
Auf der Bahnstrecke Portland–Rockland findet Güterverkehr statt.

### Öffentliche Einrichtungen
Es gibt keine medizinischen Einrichtungen oder Krankenhäuser in Thomaston. Die nächstgelegenen befinden sich in Waldoboro, Camden und Rockland.
In Thomaston befindet sich die Thomaston Public Library in der Main Street. Sie wurde 1834 als Thomaston Ladys Library Association gegründet.

### Bildung
Thomaston gehört zusammen mit Cushing, Owls Head, Rockland und South Thomaston zum Regional School Unit 13.
Im Schulbezirk werden mehrere Schulen angeboten:
- Cushing Community School; Schulklassen Kindergarten bis 5. Schuljahr, in Cushing
- Thomaston Grammar School; Schulklassen Kindergarten bis 5. Schuljahr, in Thomaston
- Ash Point Community School; Schulklassen Kindergarten bis 5. Schuljahr, in Owls Head
- South School; Schulklassen Kindergarten bis 5. Schuljahr, in Rockland
- Oceanside Middle School; Schulklassen 6–8, in Thomaston
- Oceanside High School; Schulklassen 9–12, in Rockland

## Persönlichkeiten

### Söhne und Töchter der Stadt
- Joshua A. Lowell (1801–1874), Politiker

### Persönlichkeiten, die vor Ort gewirkt haben
- Jonathan Cilley (1802–1838), Politiker
- Samuel C. Fessenden (1815–1882), Politiker
- Henry Knox (1750–1806), Buchhändler, oberster Artillerieoffizier der Kontinentalarmee, US-Kriegsminister
- Edward Robinson (1796–1857), Politiker
- John Ruggles (1789–1874), Politiker